# Sigmund Freudenberger
Sigmund Freudenberger (Berna, 16 giugno 1745 – Berna, 15 novembre 1801) è stato un pittore svizzero.

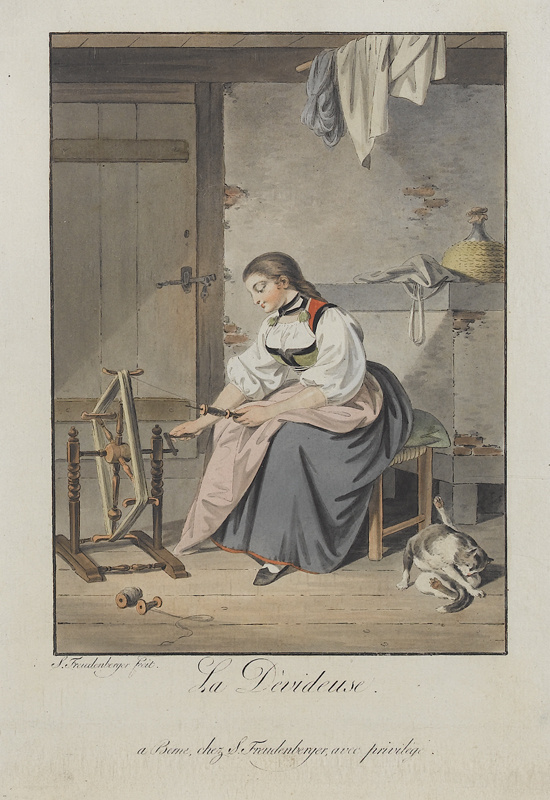
La Dévideuse

Considerato uno dei principali Kleinmeister dell'età dell'oro, fu maestro, fra gli altri, di Daniel Lafond, Niklas Konong e Gottfried Mind.

## Biografia
La formazione di Freudenberger, figlio di un avvocato, iniziò nel 1761, quando lavorò come apprendista nella bottega del ritrattista Jakob Emanuel Handmann. Negli anni successivi si dedicò ai viaggi: dopo alcune trasferte a Losanna e San Gallo, fu però Parigi a fargli prendere la decisione di trasferirsi. Durante il periodo francese, durato fino al 1773, incontrò François Boucher e Johann Georg Wille, la cui Teutsche Zeichnung-schule iniziò a frequentare. Lavorando a stretto contatto con Jacob Schmutzer si dedicò alle incisioni per libri, alcune delle quali - a partire dalle Scènes d'interieurs et de moeurs (1768-1772) e dall'Heptaméron Français di Balthasar Anton Dunker (1778-1780) - gli valsero la fama.

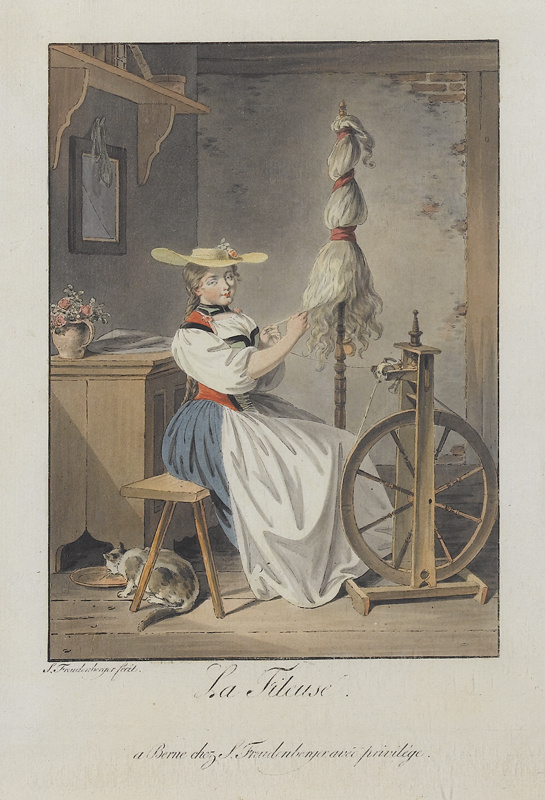
La Fileuse

Tornato a Berna passò ai ritratti e alla pittura di genere di ispirazione parigina e ambientazione elvetica, sposò Marianne Mesmer (1776) e ottenne dal governo il monopolio degli schizzi (1778). Nel 1785 pubblicò il Premier Cahier des différents Habillements de la Ville de Berne, una raccolta di schizzi dedicati all'abbigliamento dei bernesi.
L'attività degli ultimi anni, concentrata sui paesaggi, fu invece influenzata dai viaggi in Svizzera intrapresi con Johann Ludwig Aberli. A questo periodo appartiene Mucche all'abbeveratoio in un paesaggio di rovine (che risente dell'influenza di Boucher, Jean-Baptiste Greuze e Jean-Honoré Fragonard e oggi ospitato dalla Biblioteca Reale di Torino) e diversi altri disegni, alcuni dei quali sono oggi conservati allo Städelsches Kunstinstitut di Francoforte sul Meno.
Sconvolto dalla Rivoluzione francese, morì nel 1801, lasciando incompiute fra l'altro alcune incisioni che furono colorate successivamente da Gottfried Mind.